# Agrochola lota
Agrochola lota là một loài bướm đêm trong họ Noctuidae.

## Hình ảnh

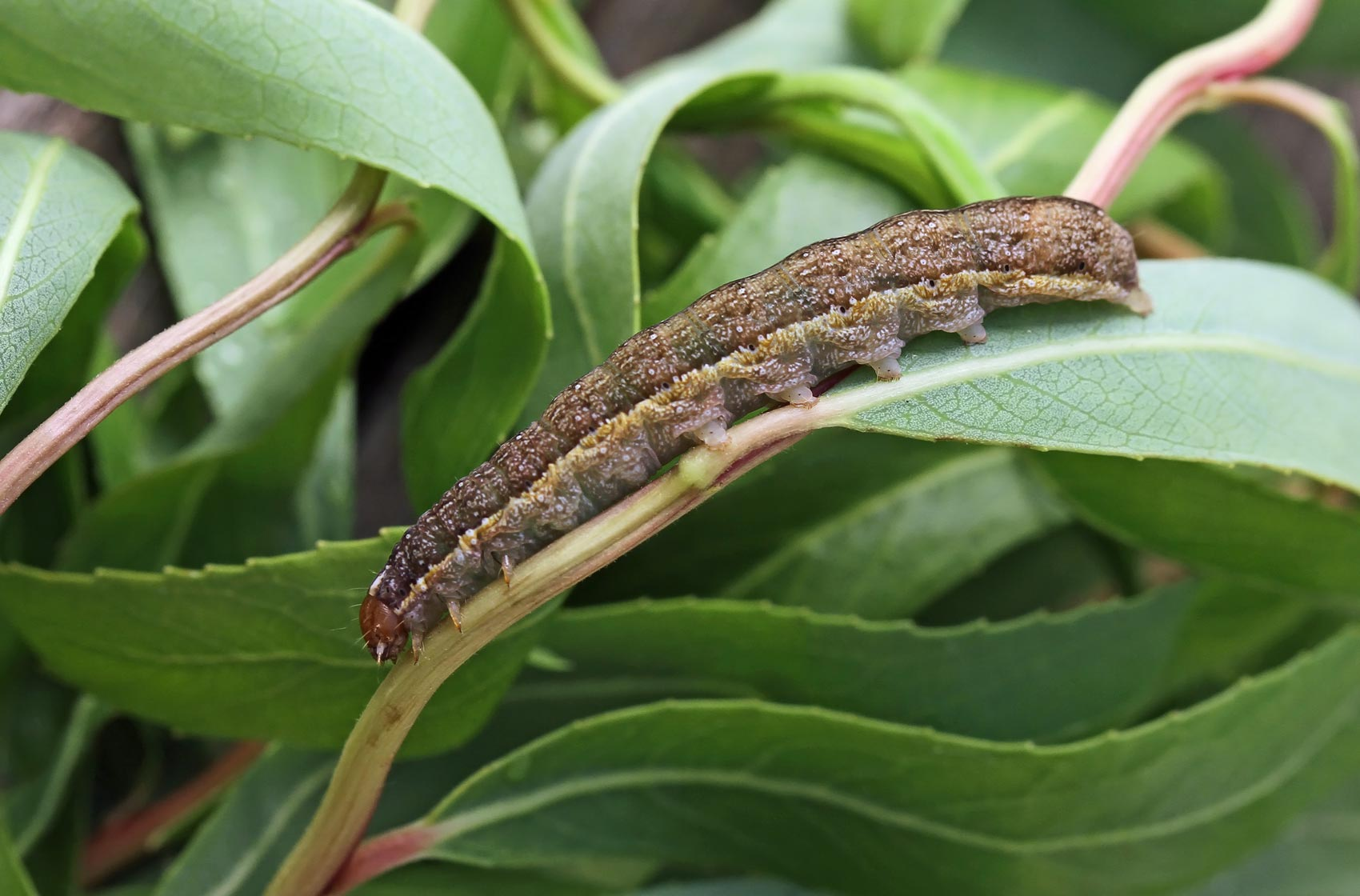
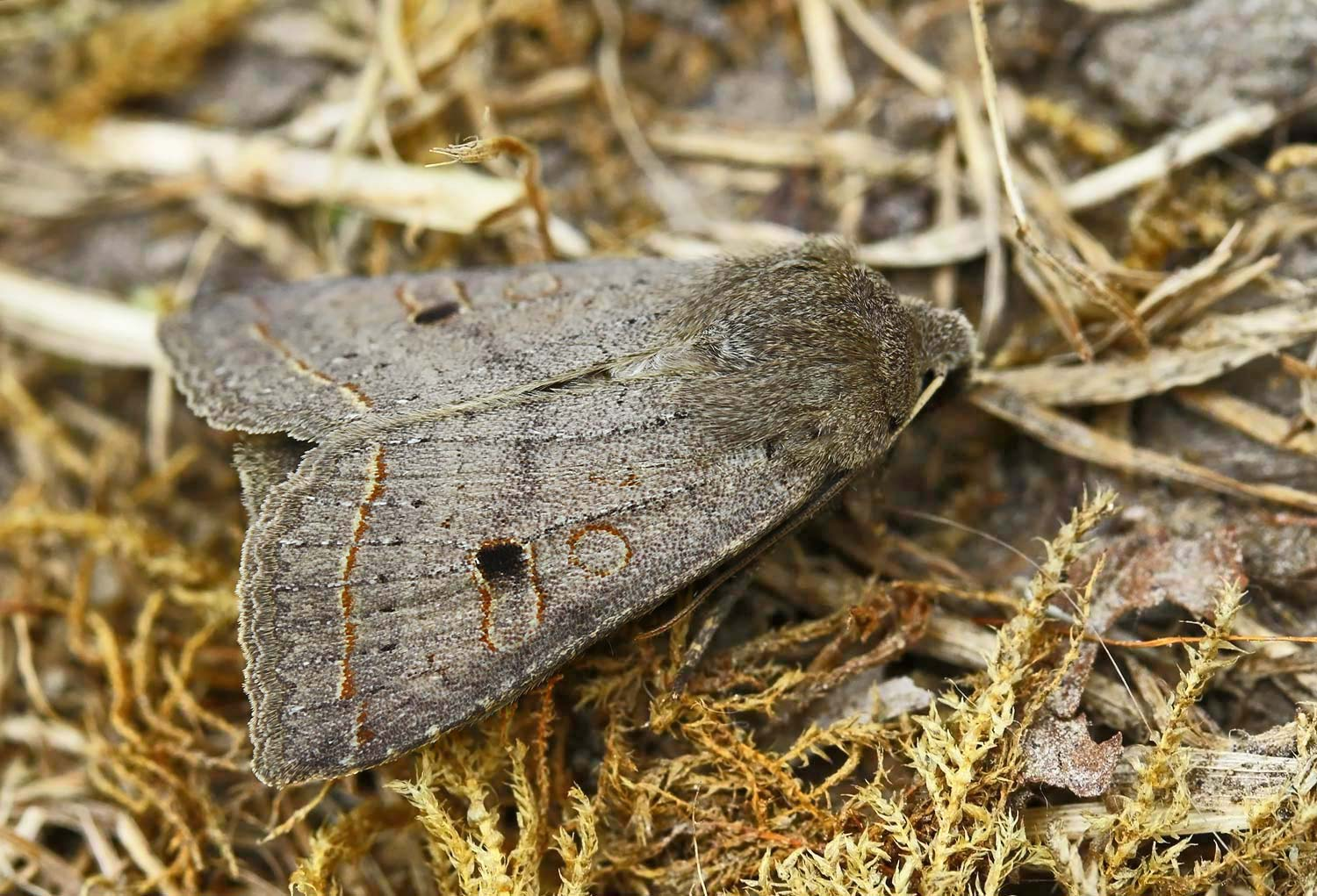
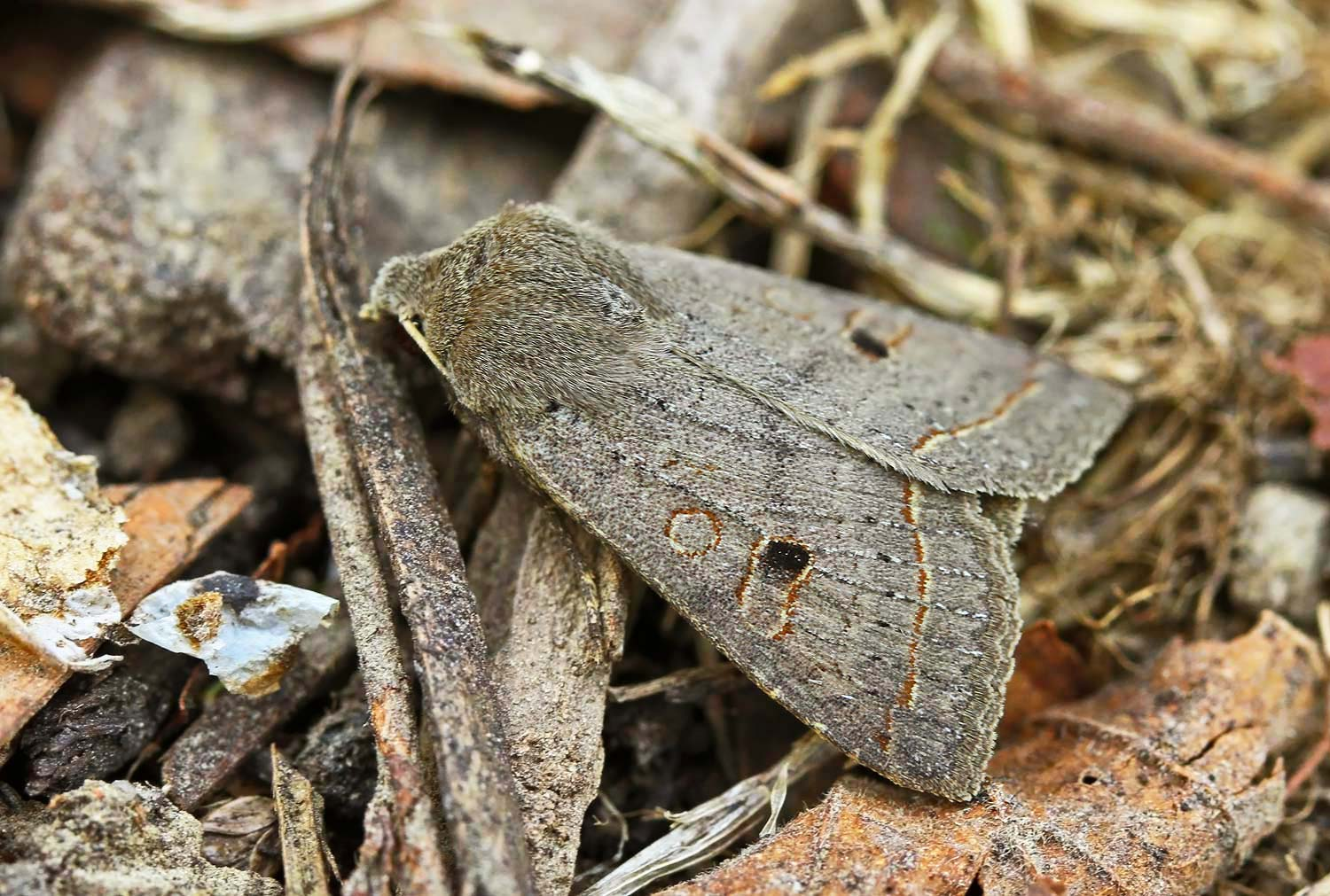
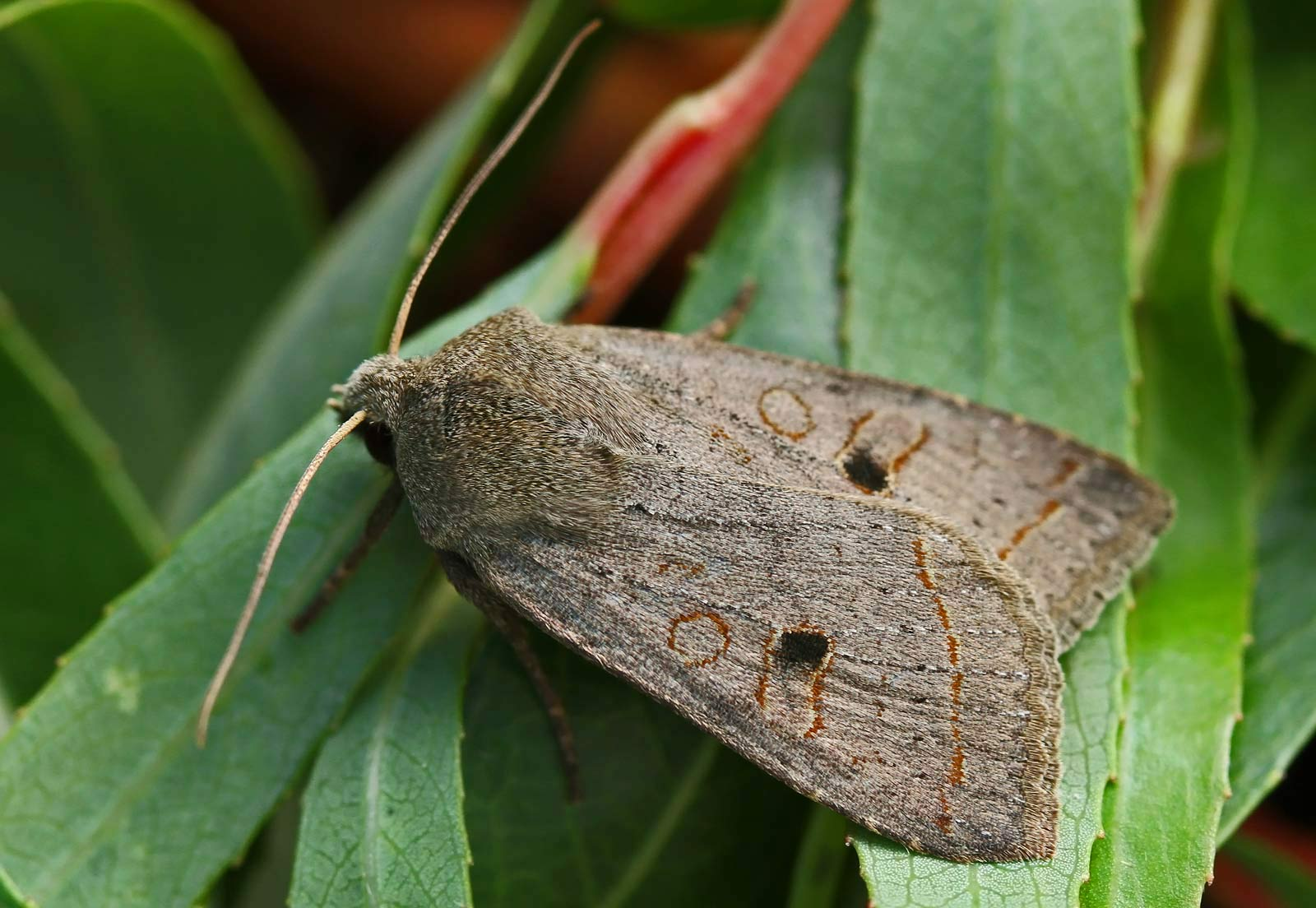